# Chaetacis aureola
Chaetacis aureola là một loài nhện trong họ Araneidae.
Loài này thuộc chi Chaetacis. Chaetacis aureola được Carl Ludwig Koch miêu tả năm 1836.